# Парадокс на Мандевил
Парадоксът на Мандевил носи името на нидерландския социален теоретик Бернард Мандевил (1670–1733). Той гласи, че действията, които могат да бъдат характеризирани като порочни по отношение на индивидите, за обществото като цяло могат да имат своите ползи. Мандевил формулира това в подзаглавието на най-прочутия си труд, „Баснята за пчелите“ (The Fable of the Bees), което гласи: „Частни пороци, обществени ползи“ („Private Vices, Public Benefits“). В труда си Мандевил казва, че „измамата, животът в разкош и гордостта трябва съществуват, доколкото ние получаваме ползи от това“ („Fraud, Luxury, and Pride must live; Whilst we the Benefits receive.“)
Философът и икономист Адам Смит се противопоставя на този извод, въпреки че в своята Теория за невидимата ръка всъщност защитава умерена версия на Мандевиловата мисловна нагласа. Според него Мандевил достига до неверен извод, защото не прави разлика между „порочно“ и „добродетелно“ действие.